# Arauco schajovskoyi
Arauco schajovskoyi är en fjärilsart som beskrevs av Frederick H. Rindge 1973. Arauco schajovskoyi ingår i släktet Arauco och familjen mätare. Inga underarter finns listade i Catalogue of Life.